# Hlukové znečištění

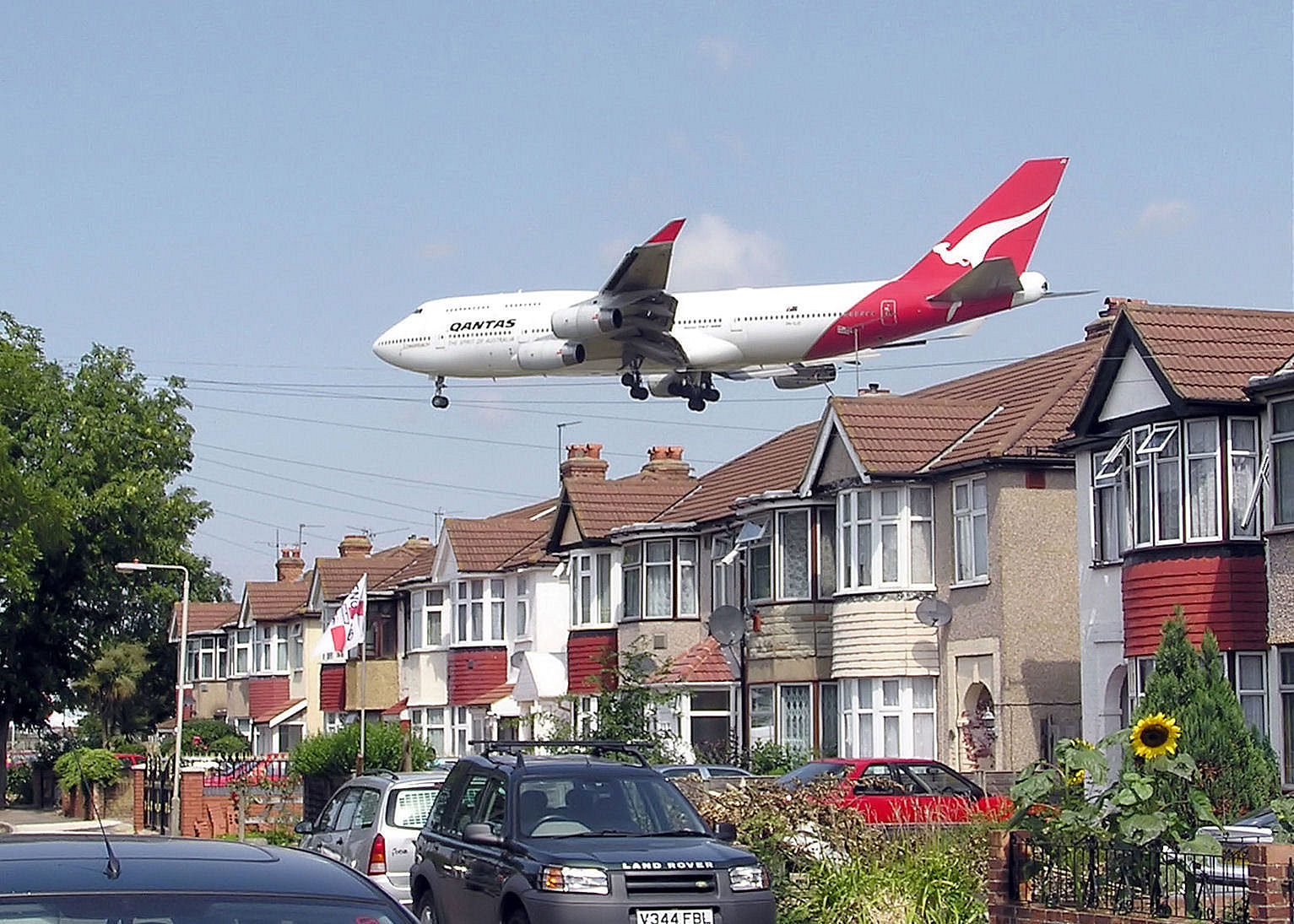
Boeing 747-400 společnosti Qantas prolétá v blízkosti domů krátce před přistáním na londýnském letišti Heathrow

Hlukové znečištění nebo hlukový smog je šíření hluku nebo zvuku s různými dopady na činnost lidí a zvířat, z nichž většina je do určité míry škodlivá. Tento typ znečištění je vážnou formou environmentální změny, která postihuje celé ekosystémy. Zdrojem hluku ve venkovním prostředí na celém světě jsou především stroje, doprava a propagační systémy. Příčinou znečištění hlukem může být špatné územní plánování. Vedle sebe stojící průmyslové a obytné budovy mohou mít za následek hlukové znečištění v obytných oblastech. Mezi hlavní zdroje hluku v obytných oblastech patří doprava (doprava, železnice, letadla atd.), údržba trávníků, stavebnictví, elektrické generátory, větrné turbíny, výbuchy a lidé.
Vysoké hladiny hluku mohou u lidí přispívat ke kardiovaskulárním účinkům a zvýšenému výskytu ischemické choroby srdeční. Hluk také snižuje odolnost vůči stresu, čímž přispívá ke zhoršování psychického zdraví a vede k dlouhodobým stresovým procesům v těle. U zvířat může hluk zvyšovat riziko smrti tím, že mění detekci a vyhýbání se predátorům nebo kořisti, narušuje reprodukci a navigaci a přispívá k trvalé ztrátě sluchu.
Podle některých zjištění Světové zdravotnické organizace (WHO) je hluk druhou největší environmentální příčinou zdravotních problémů, a to hned po znečištění ovzduší.

## Dopady

### Na člověka
Hluk má negativní vliv fyzické zdraví i psychiku. Dlouhodobý hluk může způsobit poškození sluchového aparátu, vysoký krevní tlak, poškození srdce či nespavost. Hluk má dopad i na srdeční funkci a cévy. Kanadský výzkum na milionu respondentů doložil výskyt infarktů myokardu a srdečních selhání u lidí, kteří dlouhodobě pobývají v hlučném prostředí.
Hlučnost silniční, letecké a železniční dopravy má velký vliv na kvalitu spánku. Lidé, kteří jsou vystaveni nadměrnému dopravnímu hluku, spí kratší dobu a častěji se během noci probouzejí. Nedostatek kvalitního spánku pak ovlivňuje jejich náladu a snižuje výkonnost. Prokázalo se také, že pracovníci, pracující v hlučném prostředí, mají menší výkonnost.
V celé Evropě je podle Evropské agentury pro životní prostředí odhadem 113 milionů lidí zasaženo hlukem ze silniční dopravy, jehož hladina přesahuje 55 decibelů, což je hranice, při níž se hluk stává škodlivým pro lidské zdraví podle definice WHO. Hluk ovlivňuje také schopnost učení. Podle Evropské agentury pro životní prostředí má problémy s učením více než 10 tisíc dětí, které bydlí kolem významných letišť. Hlučné prostředí však nemusí ovlivňovat pouze školáky, ale také batolata, která se učí mluvit a špatně rozumí svým rodičům.
Zvuk se stává nežádoucím, pokud buď narušuje běžné činnosti jako je spánek nebo konverzace nebo narušuje či snižuje kvalitu života. Hlukem způsobená ztráta sluchu může být způsobena dlouhodobým vystavením hluku o hladině vyšší než 85 decibelů. Srovnání maabských domorodců, kteří byli nevýznamně vystaveni dopravnímu nebo průmyslovému hluku, s typickou populací USA ukázalo, že chronické vystavení středně vysokým hladinám hluku v prostředí přispívá ke ztrátě sluchu.
Méně jasné je, jak se lidé subjektivně přizpůsobují hluku. Tolerance vůči hluku je často nezávislá na hladině decibelů. Průlomový byl v tomto ohledu výzkum zvukové krajiny Murraye Schafera. Ve své práci uvádí přesvědčivé argumenty o tom, jak se lidé vztahují k hluku na subjektivní úrovni a jak je tato subjektivita podmíněna kulturou. Schafer poznamenává, že zvuk je výrazem moci v materiální kultuře. Rychlá auta nebo motocykly Harley Davidson s výfukovými trubkami tak mají tendenci mít hlasitější motory nejen z bezpečnostních důvodů, ale i z důvodu vyjádření moci tím, že dominují zvukové krajině určitým zvukem.
Další klíčový výzkum v této oblasti představuje Fongova srovnávací analýza rozdílů ve zvukové krajině mezi Bangkokem v Thajsku a Los Angeles v Kalifornii v USA. Na základě Schaferova výzkumu Fongova studie ukázala, jak se zvuková krajina liší v závislosti na úrovni městského rozvoje v dané oblasti. Zjistil, že města na periferii mají odlišnou zvukovou krajinu než vnitřní městské oblasti. Fongova zjištění spojují nejen hodnocení zvukové krajiny se subjektivním pohledem na zvuk, ale také ukazují, jak rozdílné zvuky zvukové krajiny vypovídají o třídních rozdílech v městském prostředí.
Hlukové znečištění může mít negativní vliv na dospělé a děti s autismem. Osoby s poruchou autistického spektra (PAS) mohou mít hyperakusii, což je abnormální citlivost na zvuk. Osoby s PAS, které trpí hyperakusií, mohou mít nepříjemné pocity, jako je strach a úzkost, a nepříjemné fyzické pocity v hlučném prostředí s hlasitými zvuky. To může způsobit, že se osoby s PAS vyhýbají prostředí s hlukovým znečištěním, což může vést k izolaci a negativně ovlivnit kvalitu jejich života.

### Na zvířata
Hluk vytvářený lidmi negativně působí na většinu zvířecích druhů. Dle studie z roku 2019 má hluk negativní dopad na většinu zvířat od nejmenších až velké mořské kytovce. Hluk negativně postihuje mnoho druhů obojživelníků, ptáky, ryby, savce, bezobratlé i plazy. Typickým příkladem negativního účinku hluku na zvířata jsou netopýři. Hluk způsobovaný lidskou činností ovlivňuje jejich schopnost navigace pomocí sonaru. Kvůli tomu tak uloví méně potravy v podobě hmyzu. Hlukové znečištění má velký vliv na mořské živočichy. Hluk se v moři šíří na velké vzdálenosti a pro mnoho mořských tvorů je zdrojem stresu a narušuje jejich schopnosti navigace nebo vzájemné komunikace.

## Zdroje
Hlavním zdrojem hlukového znečištění je automobilová doprava.

## Opatření proti hluku

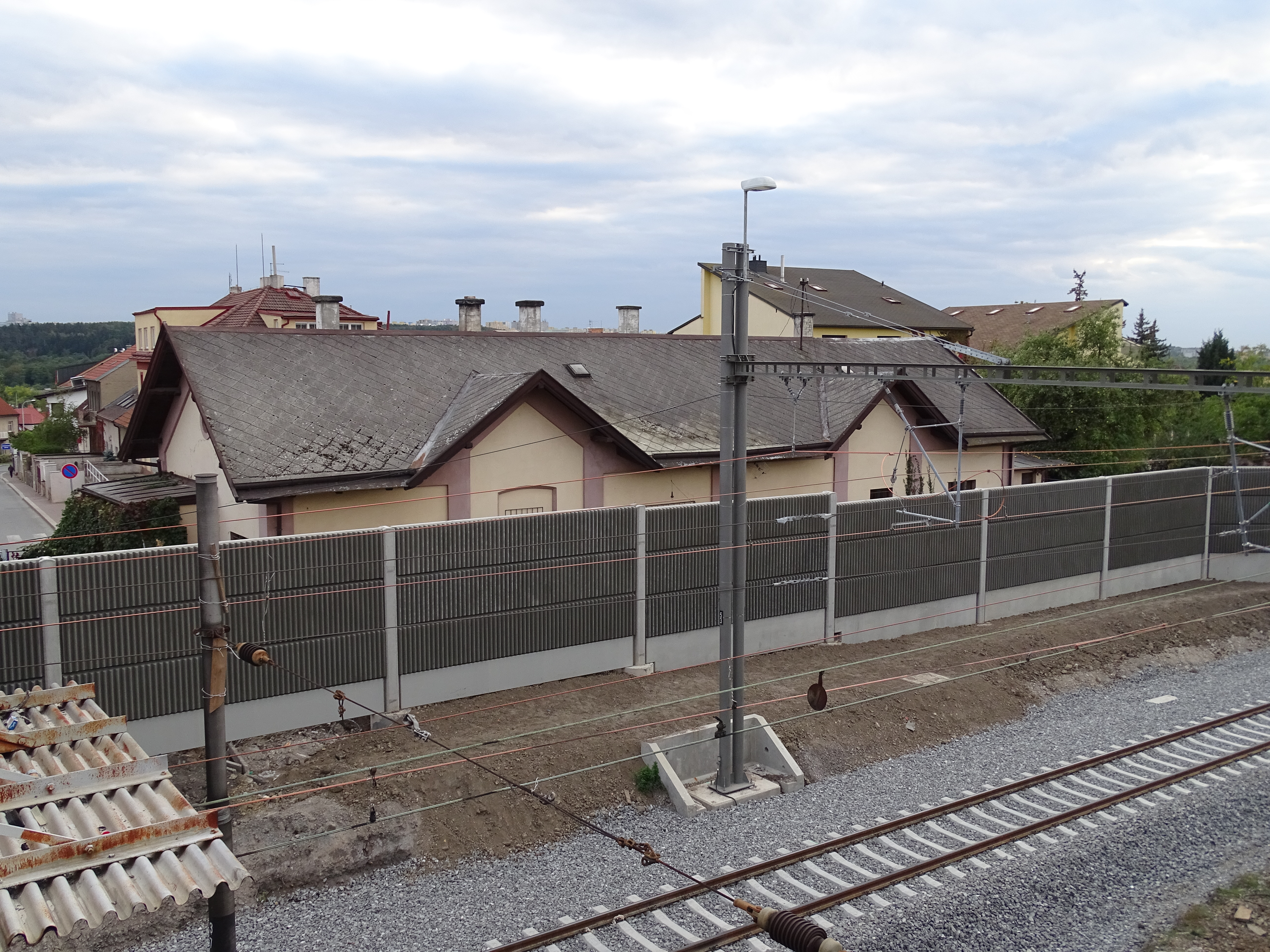
Protihluková stěna u železniční trati, Praha-Hostivař

Za účelem řešení problémů s hlukem, příjímají různé země, regiony a města různá opatření. Mezi příklady opatření pro hluku patří pokládání nízkohlučného asfaltu na vozovky, protihlukové stěny, užívání tichých pneumatik na vozidlech veřejné dopravy, budování infrastruktury pro elektrická vozidla ve městech, podpora chodců a jízdy na kole, zavádění pěších zón nebo zřizování tzv. tichých zón, kam se lze uchýlit před hlukem (parky, zelené plochy). Mnoho z těchto opatření má přínosy i pro snižování znečištění ovzduší.

## Právní status a regulace

### Česko
Hluk je jeden z největších environmentálních problémů ČR. Ochranu před hlukem a vibracemi upravuje zákon č. 258/2000 Sb. o ochraně veřejného zdraví. Konkrétní limity stanoví Nařízení vlády č. 433/2022 Sb., které mění Nařízení vlády č. 272/2011 Sb., o ochraně zdraví před nepříznivými účinky hluku a vibrací. Nadměrný hluk pochází nejvíce z dopravy a dle hlukových map, které zpracoval Státní zdravotní ústav, obtěžuje desítky tisíc lidí. Nejvíce hlukem zatížená jsou místa v bezprostřední blízkosti dálnic, hlavních tahů železnic v blízkosti hustě osídlených míst.

### Nizozemsko
Vedení Amsterdamu plánuje razantně řešit znečištění ovzduší a hluk. Řešením by mělo být omezení letecké dopravy, které by se mělo dotknout hlavně nočních letů a soukromých letadel. Dalšími prostředky by mělo být omezení rychlosti ve městě z 50 na 30 kilometrů za hodinu a rušení parkovacích míst v centru města.